# Harsziésze (fáraó)
Harsziésze (uralkodói nevén Hedzsheperré Szetepenamon) az ókori egyiptomi XXIII. dinasztia első uralkodója volt. Az Alsó-Egyiptomban hatalmon lévő XXII. dinasztia riválisaként uralkodott a felső-egyiptomi Théba környékén, II. Oszorkon fáraó uralkodásának első évtizedében.

## Uralkodása
Kenneth Kitchen Third Intermediate Period in Egypt című művében azonosnak tartja Harsziészét a Harsziésze nevű Ámon-főpappal, aki Sesonk Ámon-főpap fia volt, és úgy véli, II. Oszorkon negyedik uralkodási évében lépett trónra. A régészeti bizonyíték valóban értelmezhető így is, de Karl Jansen-Winkeln 1995-ös tanulmánya szerint Harsziésze király feliratai azt mutatják, sosem volt Ámon főpapja; mind őt, mind fiát csak egyszerű Ámon-papként említik. A főpapot, akit szintén Harsziészének hívnak, Harsziésze király halála után is említik, II. Oszorkon uralkodásának végén, III. Sesonk 6. évében, valamint I. Pedubaszt 18. és 19. évében.
Lehetséges, hogy Harsziésze már II. Oszorkon negyedik uralkodási éve előtt hatalomra került Thébában, de az biztos, hogy Oszorkon uralmának első tíz évében ő uralta a várost. Oszorkont Thébában csak 12. uralkodási évében említi két, a Nílus vízszintjét rögzítő felirat, ami azt jelenti, Harsziésze erre az időre már meghalt. Amennyiben Harsziésze már Oszorkon előtt, I. Takelottal egyidőben hatalomra került, az megmagyarázza, hogy a Takelot 5., 8. és 14. évében keletkezett, a Nílus vízszintjét rögzítő szövegek, melyek Takelot fivéreit, Iuwlot és III. Neszubanebdzsed főpapokat említik, miért nem említik magának Takelotnak a nevét. Elképzelhető, hogy Harsziésze ekkor már fellépett Takelot riválisaként, az Ámon-papság pedig nem akart állást foglalni az ügyben, és nem említették, ki a hatalmon lévő uralkodó.
Harsziésze halála után Oszorkon biztosította, hogy többé ne merüljön fel hasonló probléma, és fiát, Nimlotot nevezte ki Ámon thébai főpapjává. Ezzel megerősítette hatalmát Felső- és Alsó-Egyiptom fölött is, így egész Egyiptomot uralta. Egyiptom egysége azonban nem maradt végleges; Oszorkon utóda, III. Sesonk nyolcadik évére Thébában ismét független király uralkodott.

## Sírja
Aidan Dodson 1994-es könyve szerint Harsziészét Medinet Habu temenoszán belül temették el, gránitkoporsójának alja (JE 60137) eredetileg II. Ramszesz húga, Henutmiré számára készült, teteét sólyomfej díszítette. A négy kanópuszedény előkerült, de tetejük nem, ami arra utal, fából készülhettek és elpusztultak. A koporsó stílusában hasonlít I. Sesonk sólyomfejes ezüstkoporsójához, valamint ahhoz, ami II. Oszorkon aranyozott koporsójából és kartonázsából megmaradt.

## Név, titulatúra
A fáraók titulatúrájának magyarázatát és történetét lásd az Ötelemű titulatúra szócikkben.
| G5 |

| G5 |

| E2 · D40 | N28 | m | R19 |

| E2 · D40 | N28 | m | R19 |

| E2 · D40 | N28 | m | R19 |

| E2 · D40 | N28 | m | R19 |

| G5 |

| G5 |

| E2 · D40 | N28 | m | R19 |

| E2 · D40 | N28 | m | R19 |

| E2 · D40 | N28 | m | R19 |

| E2 · D40 | N28 | m | R19 |

| M23 | L2 |

| M23 | L2 |

| ra | S1 | xpr | i | mn · n | stp · n |

| ra | S1 | xpr | i | mn · n | stp · n |

| ra | S1 | xpr | i | mn · n | stp · n |

| ra | S1 | xpr | i | mn · n | stp · n |

| ra | S1 | xpr | i | mn · n | stp · n |

| ra | S1 | xpr | i | mn · n | stp · n |

| ra | S1 | xpr | i | mn · n | stp · n |

| ra | S1 | xpr | i | mn · n | stp · n |

| M23 | L2 |

| M23 | L2 |

| ra | S1 | xpr | i | mn · n | stp · n |

| ra | S1 | xpr | i | mn · n | stp · n |

| ra | S1 | xpr | i | mn · n | stp · n |

| ra | S1 | xpr | i | mn · n | stp · n |

| ra | S1 | xpr | i | mn · n | stp · n |

| ra | S1 | xpr | i | mn · n | stp · n |

| ra | S1 | xpr | i | mn · n | stp · n |

| ra | S1 | xpr | i | mn · n | stp · n |

| G39 | N5 | \| \| |
|     |    |       |

|  |

| G39 | N5 | \| \| |
|     |    |       |

|  |

| i | mn · n · N36 | G5 | H8 · Z1 | Q1 | X1 · H8 |

| i | mn · n · N36 | G5 | H8 · Z1 | Q1 | X1 · H8 |

| i | mn · n · N36 | G5 | H8 · Z1 | Q1 | X1 · H8 |

| i | mn · n · N36 | G5 | H8 · Z1 | Q1 | X1 · H8 |

| i | mn · n · N36 | G5 | H8 · Z1 | Q1 | X1 · H8 |

| i | mn · n · N36 | G5 | H8 · Z1 | Q1 | X1 · H8 |

| i | mn · n · N36 | G5 | H8 · Z1 | Q1 | X1 · H8 |

| i | mn · n · N36 | G5 | H8 · Z1 | Q1 | X1 · H8 |

| G39 | N5 | \| \| |
|     |    |       |

|  |

| G39 | N5 | \| \| |
|     |    |       |

|  |

| i | mn · n · N36 | G5 | H8 · Z1 | Q1 | X1 · H8 |

| i | mn · n · N36 | G5 | H8 · Z1 | Q1 | X1 · H8 |

| i | mn · n · N36 | G5 | H8 · Z1 | Q1 | X1 · H8 |

| i | mn · n · N36 | G5 | H8 · Z1 | Q1 | X1 · H8 |

| i | mn · n · N36 | G5 | H8 · Z1 | Q1 | X1 · H8 |

| i | mn · n · N36 | G5 | H8 · Z1 | Q1 | X1 · H8 |

| i | mn · n · N36 | G5 | H8 · Z1 | Q1 | X1 · H8 |

| i | mn · n · N36 | G5 | H8 · Z1 | Q1 | X1 · H8 |

## Fordítás
- Ez a szócikk részben vagy egészben  a   Harsiese A című angol Wikipédia-szócikk ezen változatának fordításán alapul.  Az eredeti cikk szerkesztőit annak laptörténete sorolja fel. Ez a jelzés csupán a megfogalmazás eredetét és a szerzői jogokat jelzi, nem szolgál a cikkben szereplő információk forrásmegjelöléseként.